# Joseph Bosc
Pour les articles homonymes, voir Bosc.
Joseph Bosc (Toulouse, 20 avril 1743 - Toulouse 6 avril 1811) est un serrurier et manufacturier français du XVIIIe siècle.

## Biographie

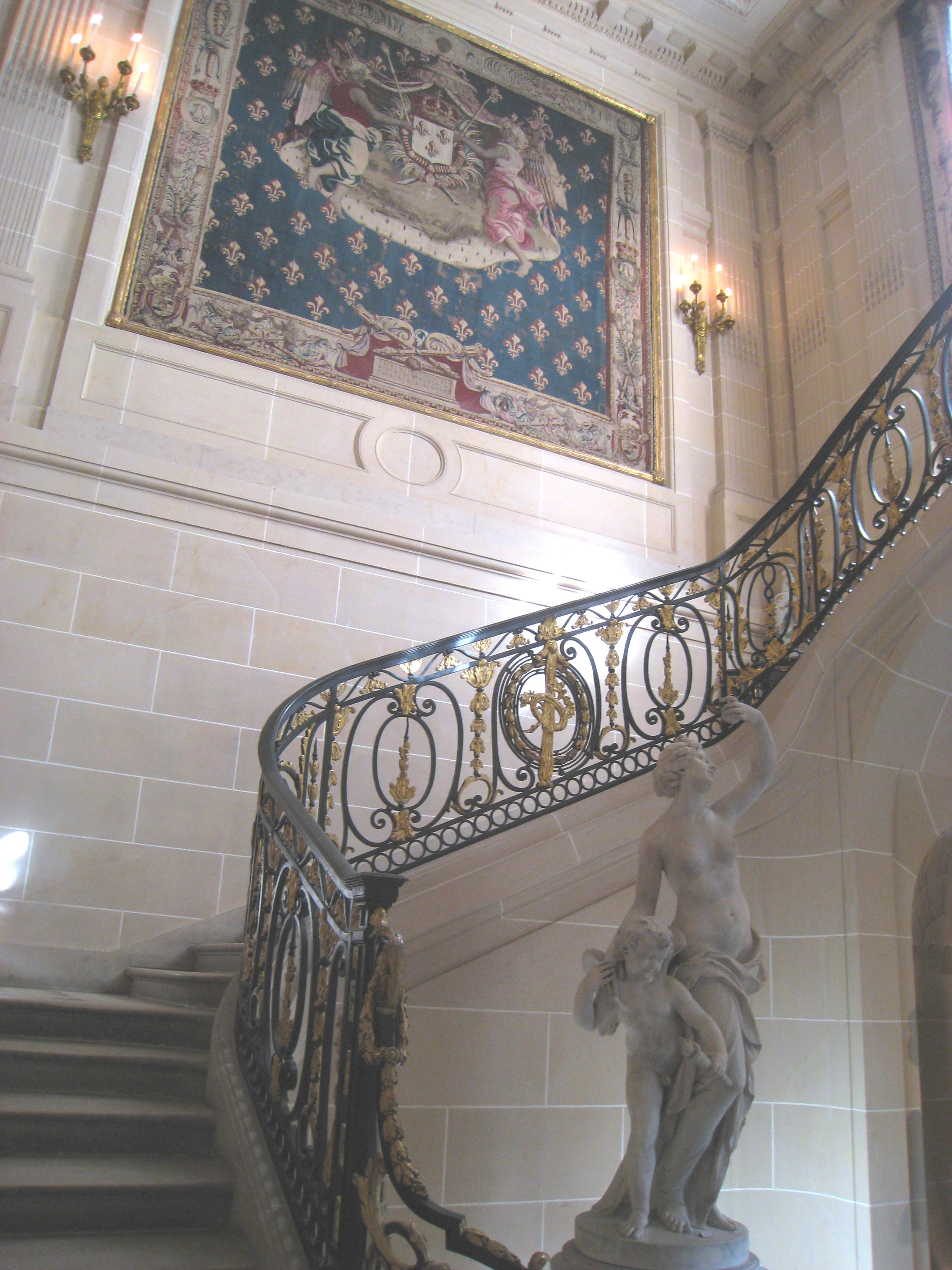
Copie de la grille de Joseph Bosc au Musée Camondo

Serrurier, il est le fils de Paul Bosc, lui-même maître-serrurier. On trouve déjà un Bernard Bosc, ferronnier, en 1679, au no 16 rue Peyrolières. Il créa en l'an II, dans le couvent de la Trinité à Toulouse, l'atelier national des serruriers-forgerons et cloutiers, qui connut une activité considérable en fournissant les armes et les outils nécessaires à l'armée d'Espagne.
Il créa également un moulin qui porte son nom (plus tard Moulin du Martinet) près de l'hospice de La Grave. Malgré d'innombrables services rendus par ses diverses compétences, notamment en mécanique, il connut d'incessantes difficultés financières.
À sa mort, le préfet écrivit au ministre : « Le sieur Bosc est mort d'une inflammation de poitrine, laissant à ses nombreux enfants une très modique succession. C'est ainsi que des discussions sans cesse renaissantes avec une administration charitable qui aurait dû le protéger, après avoir épuisé tout à la fois sa fortune, l'ont conduit au tombeau. »
Avec Bernard Ortet il est considéré comme l'un des deux grands ferronniers d'art toulousains du XVIIIe siècle.

## Œuvres
Il réalise la rampe d'escalier de l'hôtel de Puymaurin à Toulouse (1770). La même année, il livre la rampe de l'escalier d'honneur de l'hôtel Dassier toujours à Toulouse, qui sera reproduite en 1911 à la demande du grand amateur d'art du XVIIIe siècle, le comte Moïse de Camondo, pour son hôtel particulier de la plaine Monceau en 1911.
Il réalise à Toulouse les grilles du cours Dillon (1784) et de la barrière Saint-Cyprien (1786).

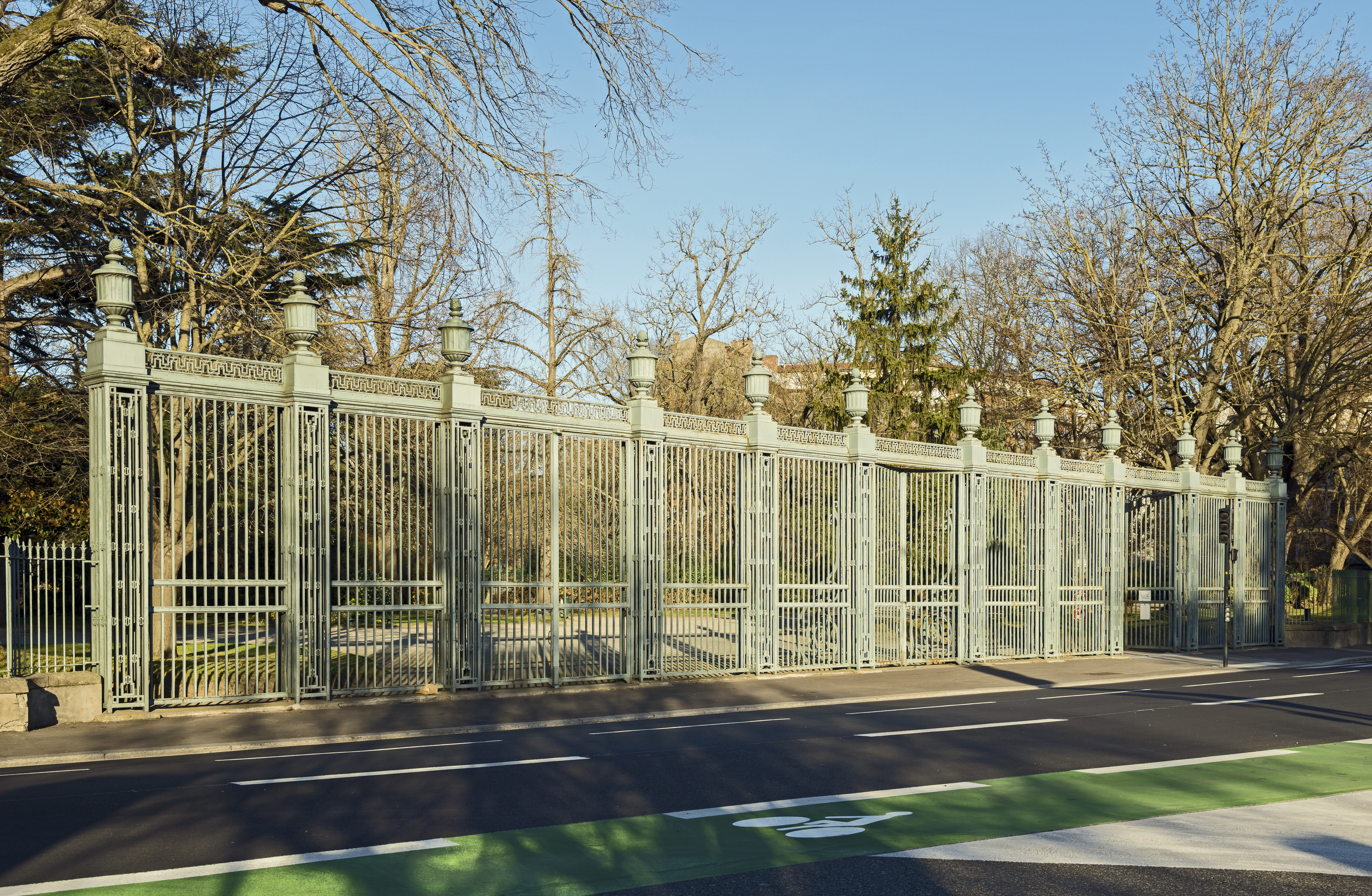
Grille du Cours Dillon, actuellement remontée au Grand-Rond
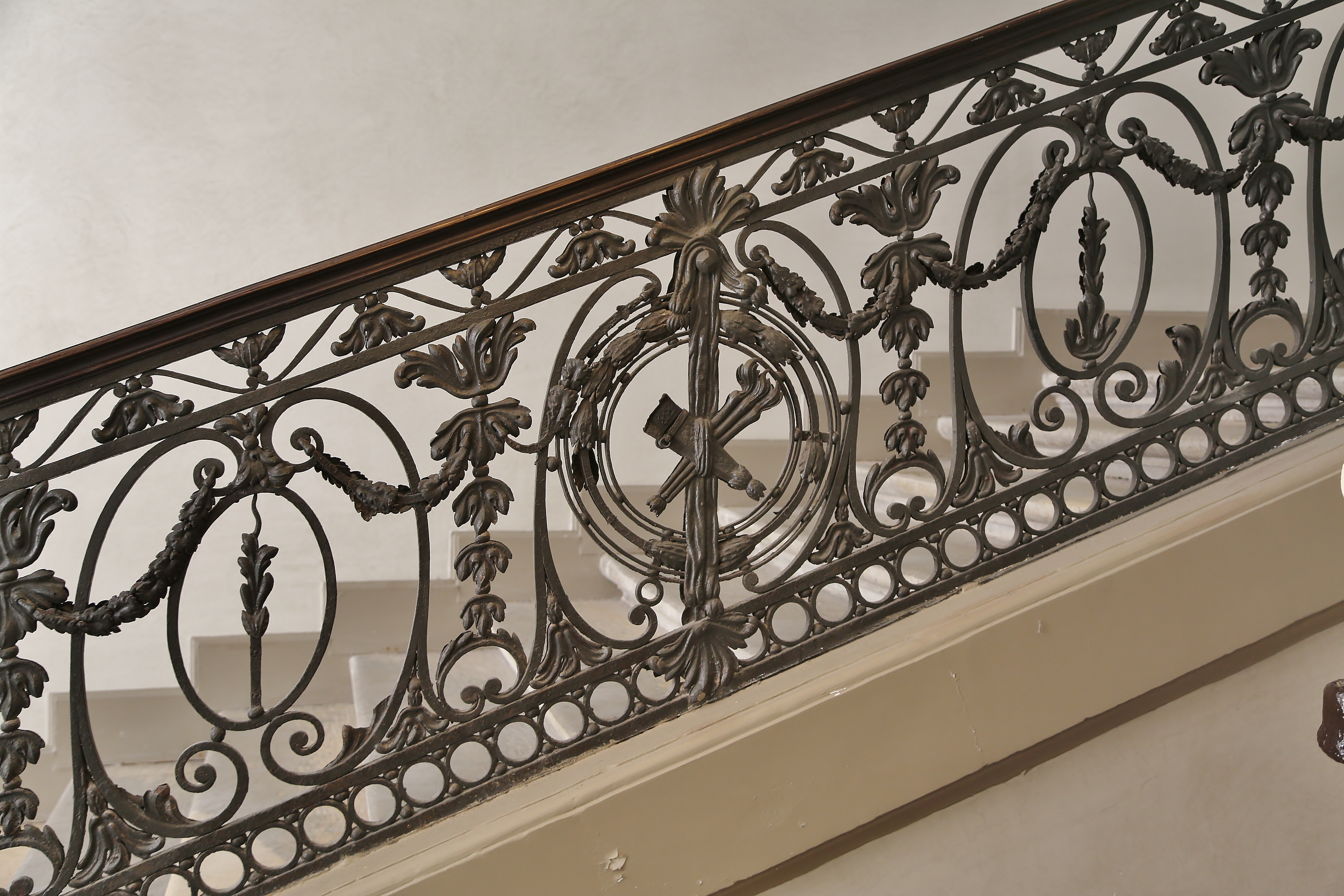
Rampe de l'escalier d'honneur de l'hôtel Dassier
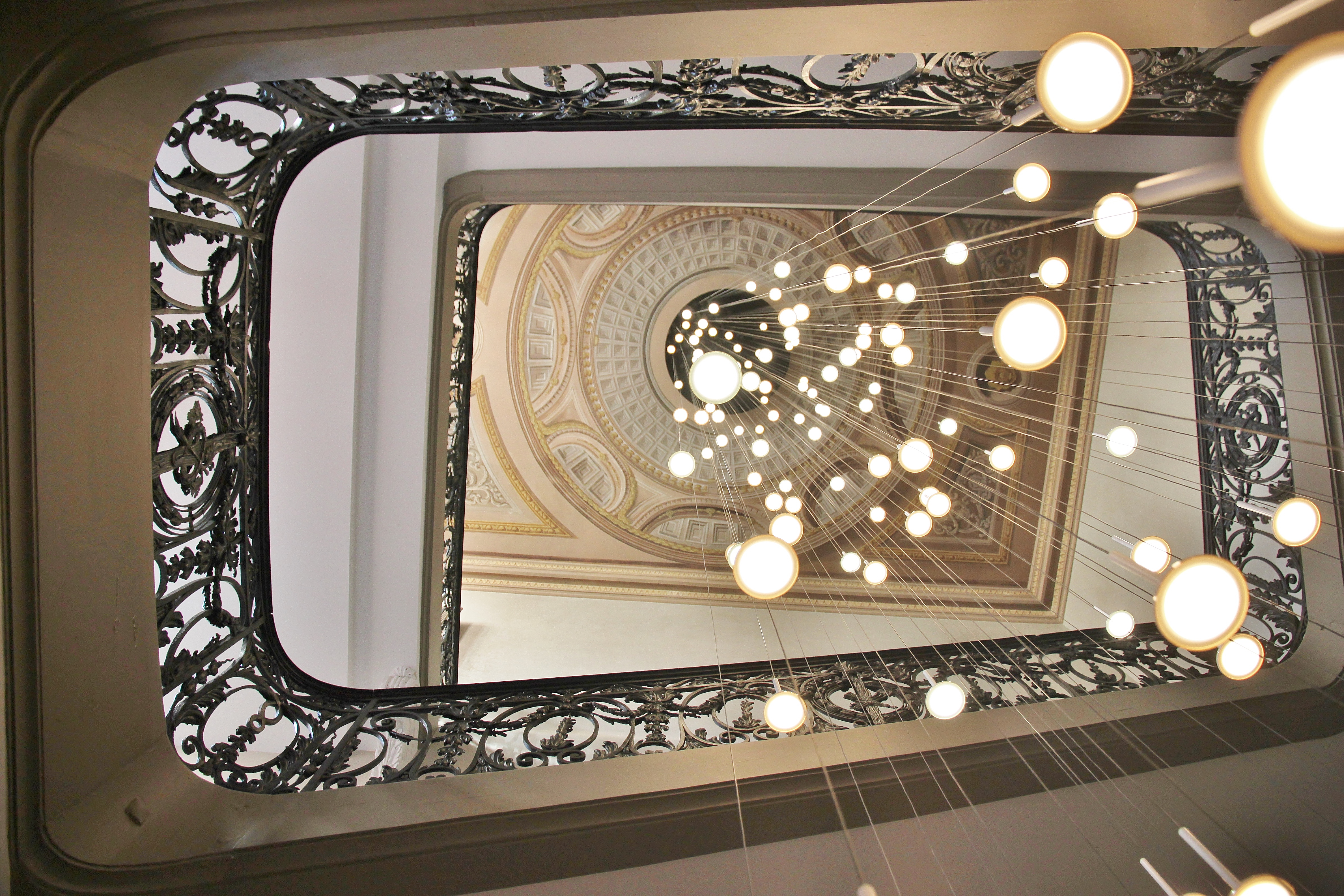
Cette rampe de l'hôtel Dassier servit de modèle à celle de l'hôtel Moïse de Camondo à Paris
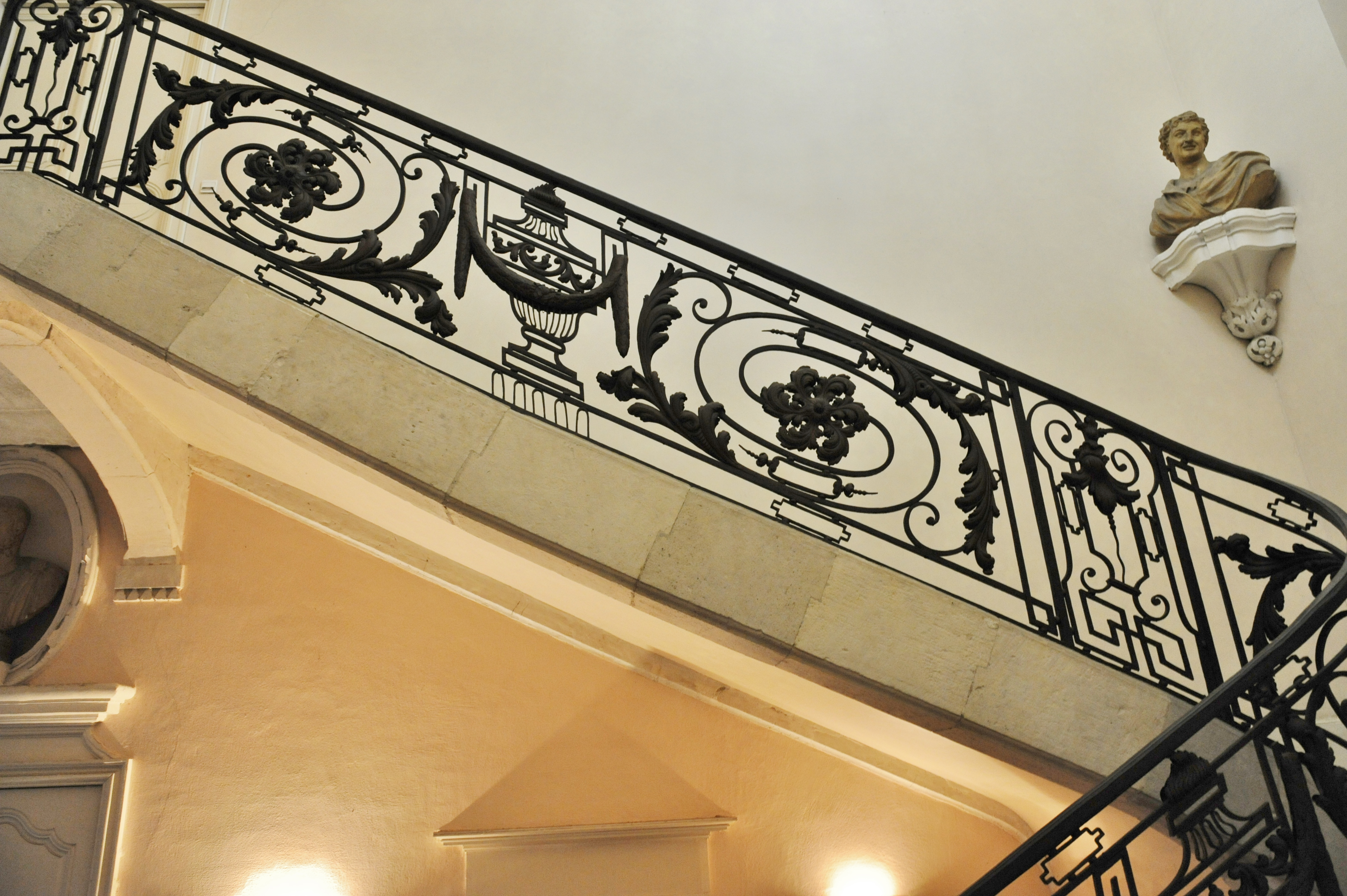
Rampe d'escalier de l'hôtel Arquata
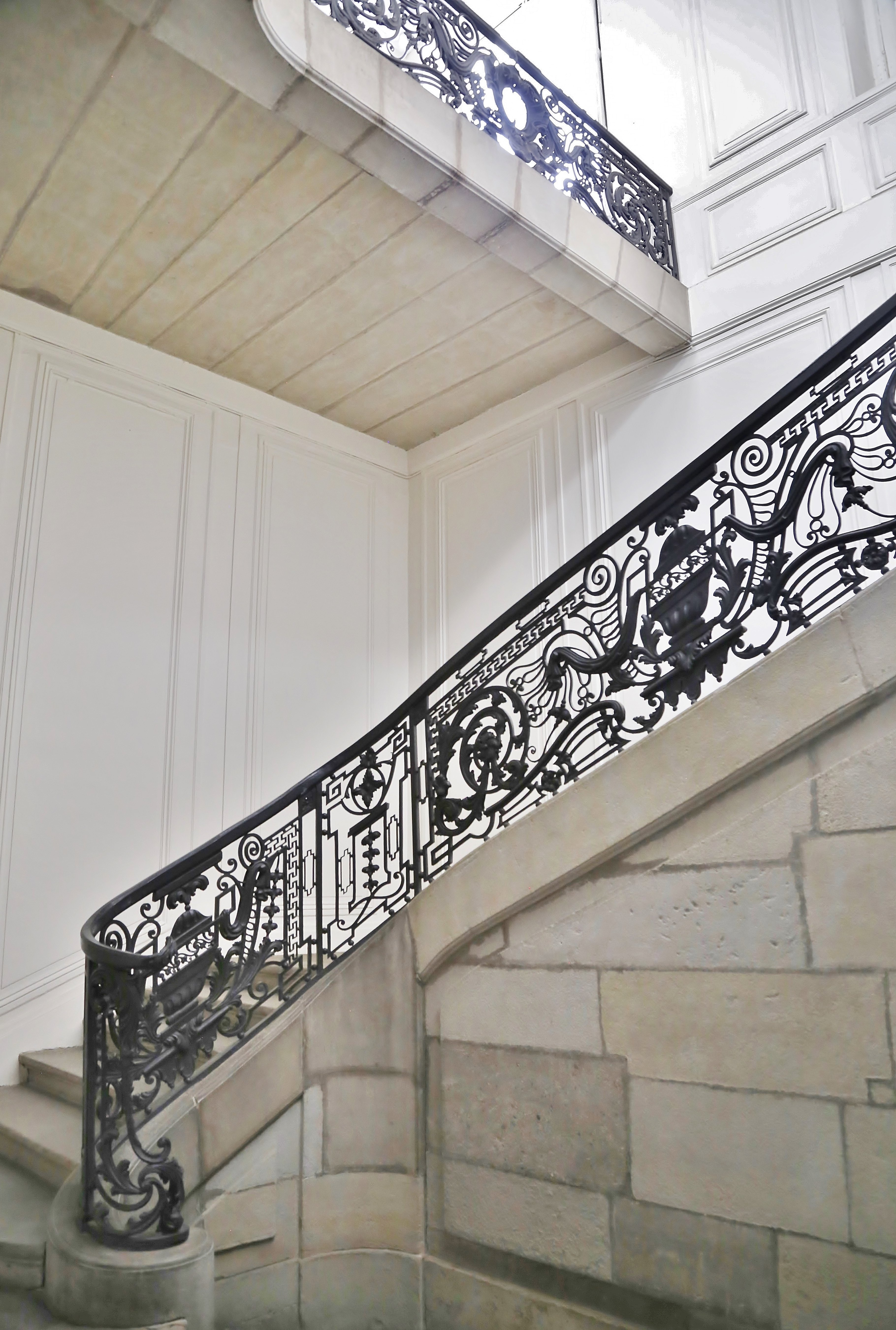
Rampe d'escalier de l'hôtel Labat de Mourlens (ou hôtel de Puymaurin).

## Sources bibliographiques
- François Galabert, Le Ferronnier Joseph Bosc et sa manufacture d'armes, Mémoires de l'académie des sciences inscriptions et belles lettres de Toulouse, 1934
- Pierre Salies, Rues de Toulouse, Milan